# Бременські розбишаки
«Бременські розбишаки» — український анімаційний комедійно-пригодницький фільм, знятий Олексієм Лук'янчиковим і Святославом Ушаковим за мотивами казки «Бременські музиканти» Братів Грімм. В український прокат стрічка вийшла 1 грудня 2016 року. Проект зроблений в копродукції чотирьох країн: Росії, України, Угорщини, Вірменії. 
Мультфільм розповідає про розбійника Трубіна Гуда, який разом із вірними друзями-тваринами — віслючкою Гретхен, котом Зигмундом, півнем Петруччо і бульдогом Баськервілем — кидає виклик злочинній владі Королівства, котре вже давно немає короля, але хитрі й жадібні Міністри правлять ним від імені юної й наївної Принцеси.

## Український дубляж
Фільм дубльовано студією «Постмодерн» на замовлення компанії «Ukrainian Film Distribution» у 2016 році.
- Ролі дублювали: Дмитро Тодорюк, Надія Дорофєєва, Володимир та Дмитро Терещуки, Юрій Гребельник, Роман Семисал, Ярослав Чорненький, Євген Пашин, Роман Чупіс, Роман Чорний, Євген Малуха, Павло Скороходько, Катерина Буцька, Валентина Сова, Ганна Соболєва та інші.

## Виробництво
У жовтні 2016 року український продюсер «Бременських розбишак» Владислав Ряшин заявив, що мультфільм знаходиться на завершальному етапі виробництва. За його словами, стрічка знята за мотивами казки «Бременські музиканти» Братів Грімм і немає нічого спільного з однойменним радянським мультфільмом. Також Ряшин додав, що головних героїв озвучать Потап і Настя Каменських, проте в листопаді 2016 року було оголошено, що їх озвучили Надія Дорофєєва й Дмитро Тодорюк.

## Реліз
Прем'єра «Бременських розбишак» в Росії та країнах СНД (без України) відбулась 10 листопада 2016 року. Анімаційна стрічка вийшла на 950 екранах, заробивши за перший вікенд приблизно 21 мільйон рублів. Загальні касові збори в Росії та країнах СНД (без України) склали 37 мільйонів рублів ($574 тис.).
Прем'єра «Бременських розбишак» в Україні відбулась 1 грудня 2016 року. Телевізійна прем'єра мультфільму відбулася на «Новому каналі» 1 квітня 2017 року.